# گکو

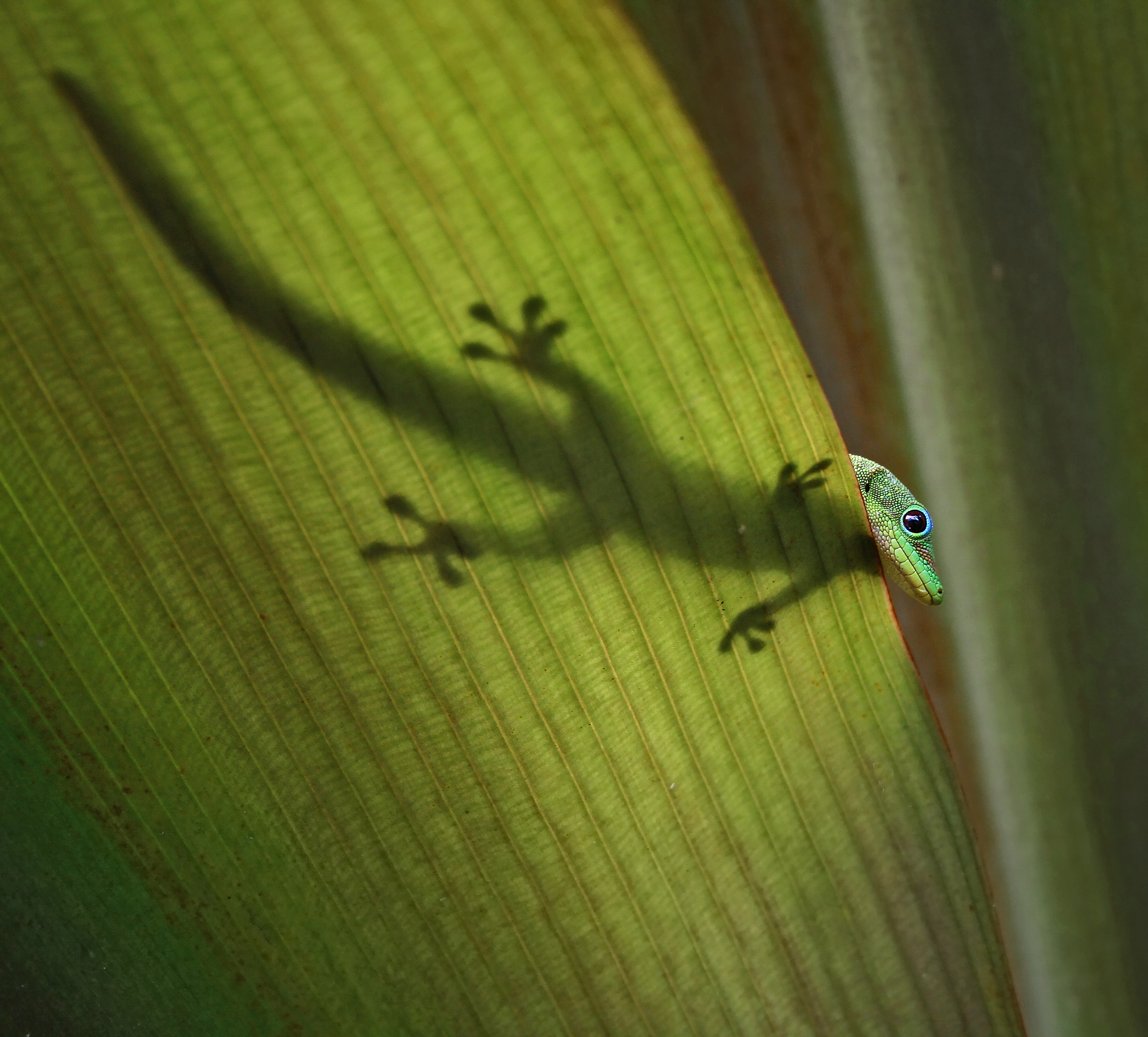
گِکو، نوعی مارمولک از فروراستهٔ گکووارگان است.

گکو (انگلیسی: Gecko) مارمولکی است از فروراسته گکووارگان که در اقلیم‌های گرم سراسر دنیا یافت می‌شود. گکوها از معدود مارمولک‌هایی هستند که توانایی برقراری ارتباط صوتی دارند.